# Phalonidia ochrochraon
Phalonidia ochrochraon es una especie de polilla del género Phalonidia, categorizada en la tribu Cochylini, de la subfamilia Tortricinae. Fue descrita por Razowski & Becker en 2002.
Fue publicada en la revista Acta Zoologica Cracoviensia 45: 290. Se distribuye por América del Sur: Brasil, en el estado de Paraná, Capito Poco.